# Rejon Ak-Tałaa
Rejon Ak-Tałaa (kirg. Ак-Талаа району; ros. Ак-Талинский район) – rejon w Kirgistanie w obwodzie naryńskim. W 2009 roku liczył 30 643 mieszkańców (z czego 50,3% stanowili mężczyźni) i obejmował 5698 gospodarstw domowych. Siedzibą administracyjną rejonu jest Bajetow.